# Ezio Bosso
Ezio Bosso (Turín, 13 de septiembre de 1971 - Bolonia, 15 de mayo de 2020) fue un bajista, compositor y director de orquesta italiano.

## Biografía
Desde muy pequeño Ezio tuvo un enfoque único en la música, Ezio hablaba de visiones cuando escuchaba canciones en la radio, y siempre mostró gran gusto por la música clásica. Su hermano mayor tocaba guitarra por diversión, con la ayuda de su hermano aprendió a tocar guitarra y flauta, a los 4 años empezó a estudiar la teoría de la música, con una tía abuela, al mismo tiempo le enseña a tocar el piano. Su pasión siempre fue tocar el bajo tal que aprendió a tocarlo a la edad de diez años. Su curiosidad permanente y sobre todo el entusiasmo para entender las cosas lo llevó desde la infancia a tratar de componer música.
A los dieciséis años hizo su debut como solista en Lyon, Francia y comenzó su carrera como solista tocando el bajo en varias orquestas. Al mismo tiempo ya había compuesto música para teatro y danza, su encuentro con el profesor Ludwig Streicher lo llevó a estudiar composición y dirección en la academia de Viena. En los años 90, aunque joven, fue considerado uno de los más virtuosos solistas en contrabajo. Ezio ha actuado como solista y director de orquesta de todo el mundo desde el Carnegie Hall de Nueva York, El Palacio de las Bellas Artes en Ciudad de México y en el Palais des Beaux Arts en Bruselas. Imparte cursos en Japón y París. En el teatro Juvarra di Torino se puso en escena su primera opera llamada “Alcina”, También dio sus primeros pasos en el mundo del cine, componiendo música para películas mudas en el Museo de Cine y Bolonia.
En 1998, la música de su primer largometraje One Love por Gianluca Maria Tavarelli lo llevó a acaparar la atención del cine europeo. En el año 2003 con la película Io Non Ho Paura de Gabriele Salvatores, la música de Ezio llamo la atención de la audiencia general y la crítica internacional. Sus composiciones en la película de Salvatores lograron que tuviera una invitación a los Premios Oscar. También se llevó el Premio Flaiano, el Premio Imaie Rising Star, el Premio al mejor músico del año 2007 de la asociación “cinema essay” y el Italian Grammy. En 2005, una grave lesión en su mano izquierda le llevó a centrarse solo en la realización y composición. Se trasladó a Nueva York por un periodo. En el 2005 grabó la banda sonora de la película Quo Vadis Baby.
Falleció en Bolonia a los cuarenta y ocho años el 15 de mayo de 2020 a causa del ELA —esclerosis lateral amiotrófica—, una enfermedad degenerativa que le fue diagnosticada en 2011.

## Principales producciones
En 2009 fue galardonado con el Premio Lavagnino como compositor del año por ser un compositor innovador en el mundo de la música clásica y en el cine.
En el año 2010 para cerrar la temporada de conciertos del Teatro Regio de Turín, dirige el estreno mundial de su primera sinfonía titulada "Oceans". Un gran éxito con una ovación de pie y quince minutos de aplausos.
En 2011, es el primer compositor italiano en recibir el prestigioso Premio Green Room en Melbourne por composición y ejecución de su sinfonía. Desde marzo de 2011, es Director Principal y Director Artístico de la Orquesta Inglesa "The London Strings". Ezio ha colaborado y ha hecho composiciones dedicadas a las asociaciones como Libera, el UNICEF y el Proyecto Mundial de la Sonrisa.

## Colaboraciones destacadas
Algunas de sus numerosas producciones actuales y colaboraciones son:
- Christopher Wheeldon (The San Francisco Ballet)
- The BalletBoyz.
- Southbank Centre of London.
- Sydney Dance Company.
- Rafael Bonachela.
- James Thiérrée.
- Scottish Dance Theatre.

### Colaboración con artistas
- Billy Corgan (Smashing  Pumpkins)
- Gustavo  Beytelmann (Gotan  Project)
- Roberto Saviano (Escritor)
- Lucariello (Rapero)
- Jean  Michelle Folon (Pintor)

Su estilo de composición se basa en la explotación emocional. Su música es utilizada constantemente por directores, coreógrafos, en el cine, la televisión y transmitida por las emisoras de radio más importantes del mundo. Hoy en día los críticos y las audiencias internacionales consideran que, Ezio Bosso, es uno de los compositores más destacados de su generación.